# Дорзел
Дорзел (њем. Dorsel) општина је у њемачкој савезној држави Рајна-Палатинат. Једно је од 74 општинска средишта округа Арвајлер. Према процјени из 2010. у општини је живјело 202 становника. Посједује регионалну шифру (AGS) 7131018.

## Географски и демографски подаци
Дорзел се налази у савезној држави Рајна-Палатинат у округу Арвајлер. Општина се налази на надморској висини од 390 метара. Површина општине износи 7,2 km². У самом мјесту је, према процјени из 2010. године, живјело 202 становника. Просјечна густина становништва износи 28 становника/km².